# Nuovi eroi
Nuovi eroi è il secondo album del cantautore italiano Eros Ramazzotti, pubblicato il 12 aprile 1986.
Anticipato da Adesso tu (con cui Eros trionfò al Festival di Sanremo 1986), l'album ha confermato il grande successo del cantante, con oltre 700.000 copie vendute solo in Italia. Il brano Adesso tu è presente in una versione allungata rispetto alla versione sanremese, con inserti strumentali all'inizio e dopo il secondo ritornello. Scalò le classifiche musicali italiane, svizzere e austriache, rimanendo al primo posto per molte settimane consecutive. Nell'album, esclusivamente nella versione cd, sono presenti anche quattro brani del precedente album Cuori agitati.

## Tracce
Testi di Eros Ramazzotti e Adelio Cogliati, musiche di Eros Ramazzotti e Piero Cassano.
1. Un cuore con le ali – 3:52
2. Un nuovo amore – 4:11
3. E mi ribello – 4:22
4. Fuggo dal nulla – 3:47
5. Con gli occhi di un bambino – 4:19
6. Lacrime di gioventù – 4:52
7. Emozione dopo emozione – 4:34
8. Adesso tu – 5:04
9. Nuovi eroi – 4:11
10. Una storia importante – 4:09 – (solo su CD)
11. Cuori agitati – 3:45 – (solo su CD)
12. Buongiorno bambina – 4:15 (testo: Eros Ramazzotti – musica: Eros Ramazzotti, Piero Cassano) – (solo su CD)
13. Terra promessa – 3:45 (testo: Eros Ramazzotti, Alberto Salerno – musica: Eros Ramazzotti, Renato Brioschi) – (solo su CD)

Durata totale: 55:06

## Edizione spagnola
1. Ahora tu
2. Uno nuovo amore (Completamente enamorados)
3. Un cuore con le ali
4. Fuggo dal nulla
5. Con gli occhi di un bambino
6. Emociones cuantas emociones
7. E mi ribello
8. Lacrime di gioventu
9. Heroes de hoy (nuovi eroi)

## Formazione
- Eros Ramazzotti - voce, cori e chitarra
- Maurizio Bassi - tastiera, pianoforte e sintetizzatore
- Paolo Gianolio - basso, batteria e chitarra
- Mark Harris - pianoforte
- Gaetano Leandro - sintetizzatore
- Serse May - programmazione e sintetizzatore
- Giorgio Cocilovo - chitarra acustica ed elettrica
- Dino D'Autorio - basso
- Lele Melotti - batteria e programmazione
- Demo Morselli - tromba
- Amedeo Bianchi, Claudio Pascoli, Rudy Trevisi - sax
- Gabriele Balducci, Naimy Hackett, Betty Vittori, Piero Cassano, Moreno Ferrara, Silvio Pozzoli - cori

## Classifiche

### Classifiche settimanali
| Classifica (1986-87) | Posizione massima |
| -------------------- | ----------------- |
| Austria              | 1                 |
| Germania             | 38                |
| Italia               | 1                 |
| Spagna               | 20                |
| Svezia               | 29                |
| Svizzera             | 1                 |

### Classifiche di fine anno
| Classifica (1986) | Posizione |
| ----------------- | --------- |
| Austria           | 5         |
| Europa            | 97        |
| Italia            | 4         |
| Svizzera          | 4         |
| Classifica (1987) | Posizione |
| Austria           | 2         |